# Modoald de Trèves
Modoald de Trèves (° entre 584 et 590 † 12 mai 645 ou 648) est un évêque de Trèves de 614 ou 626 à sa mort et un saint de l'Église catholique. Fête le 12 mai.

## Biographie
Il appartenait probablement à une famille de la noblesse franque installée dans la région de Trèves. Son rattachement aux Carolingiens est probablement erroné.
Entre 614 et 620 il devint évêque de Trèves. Les listes épiscopales de cette ville le placent entre Sabaudus et Numerian. Au cours des années 626/627, il participa au concile de Clichy. On lui attribue la fondation du monastère féminin Sainte-Marie, sur le bord de la Moselle, à l'ouest de la ville, à l'emplacement d'anciens greniers à grains romains (latin : horreum, d'où le nom du lieu Ören), vers 645, ainsi que la fondation de l'abbaye Saint-Symphorien de Zurlauben.
C'est pendant son épiscopat que les Arnulfiens et les Pépinides devinrent les familles les plus puissantes d'Austrasie. Le meurtre de Chrodoald de la maison des Agilolfings, à l'instigation de saint Arnoul de Metz et de Pépin de Landen, eut lieu à Trèves en 624 ou 625. Il y a lieu de croire que Modoald lui aussi était du côté des Arnulfiens et des Pépinides de même que les rois austrasiens qu'il soutenait, Dagobert Ier et Sigebert III. Il est également devenu un conseiller assez influent de Dagobert.
Malgré tout, il ne réussit pas à donner à l'évêché de Trèves une grande importance politique contrairement à l'évêché de Cologne. Il réussit cependant à écarter le comte de Trèves que les Mérovingiens avaient installé et qui portait ombrage à l'évêque. Son soutien fut récompensé par divers privilèges royaux. Cependant les documents qui attestaient des privilèges donnés par Dagobert à Modoald furent par la suite falsifiés. En substance cependant ils semblent avoir constitué une des bases sur lesquelles s'est édifiée l'influence temporelle des évêques de Trèves.

## Culte
Depuis la fin du IXe siècle, Moduald est vénéré à Trèves comme un saint. Outre les faux mentionnés ci-dessus, des œuvres hagiographiques ont été écrites entre les Xe et XIIe siècles, attribuant probablement à tort à cet évêque la fondation de nombreux autres monastères et institutions pieuses.
C’est au début à Trèves, à Saint-Symphorien, que se trouvait le centre de sa vénération, là où était également sa tombe à l’origine. Vers 1047/49 eut lieu une translation à la collégiale Saint-Paulin. En 1107, l’abbé Thiermar acquit les reliques pour son monastère de Helmarshausen, dans le nord de la Hesse. Dans le cadre de cette translation furent écrits une Vita S. Modoaldi à Liège et le rapport de Helmarshausen sur la Translatio S. Modoaldi.
Helmarshausen devint le centre de culte de saint Moduald. Les guérisons miraculeuses qu’on lui attribua accrurent l’importance spirituelle du monastère, et les dons qui s’y associaient lui assurèrent sa prospérité. La Réforme mit fin à cette vénération qui, à Trèves, était déjà tombée dans l’oubli peu après la translation.
La fête de ce saint est célébrée le 12 mai.

## Référence de traduction
- (de) Cet article est partiellement ou en totalité issu de l’article de Wikipédia en allemand intitulé « Moduald » (voir la liste des auteurs).

## Liens
- Notice dans un dictionnaire ou une encyclopédie généraliste :   - Deutsche Biographie
- Notices d'autorité :   - VIAF
  - GND